# Нові Клини
Нові Клини (рос. Новые Клины) — присілок в Ізносковському районі Калузької області Російської Федерації.
Населення становить 0 осіб. Входить до складу муніципального утворення Присілок Ореховня.

## Історія
Від 2004 року входить до складу муніципального утворення Присілок Ореховня

## Населення
1. Н/Д[2]